# The Marrying Kind
The Marrying Kind is een Amerikaanse filmkomedie uit 1952 onder regie van George Cukor. De productie werd genomineerd voor de BAFTA Award voor beste niet-Britse actrice (Judy Holliday) en de Writers Guild of America Award voor best geschreven Amerikaanse komedie. The Marrying Kind werd destijds in Nederland uitgebracht onder de titel Wittebroodsjaren.

## Verhaal
Wanneer het huwelijk van Florence en Chet Keefer spaak loopt, besluiten ze te scheiden. Tijdens het echtscheidingsproces probeert de rechter hun huwelijk te redden door hen aan te moedigen om hun goede gemeenschappelijke herinneringen op te diepen.

## Rolverdeling
| Acteur             | Personage               |
| ------------------ | ----------------------- |
| Judy Holliday      | Florence Keefer         |
| Aldo Ray           | Chet Keefer             |
| Madge Kennedy      | Rechter Anne B. Carroll |
| Sheila Bond        | Joan Shipley            |
| John Alexander     | Howard Shipley          |
| Rex Williams       | George Bastian          |
| Phyllis Povah      | Mw. Derringer           |
| Mickey Shaughnessy | Pat Bundy               |
| Griff Barnett      | Charley                 |